# Culture des céréales dans les années 1890
Cet article présente l'histoire de la culture des céréales dans les années 1890.

## Années 1890
Aux États-Unis, à la fin du XIXe siècle, de nouvelles variétés de blé rustique des steppes russes ont été introduites dans les Grandes Plaines par les Allemands de la Volga qui se sont installés au Dakota du Nord, au Kansas, au Montana et dans les États voisins. La Russie et l'Argentine connaissent une forte croissance. L'expansion des surfaces cultivées aux États-Unis ralentit, mais la demande aussi, ce qui provoque une baisse des prix et un mécontentement des fermiers américains, qui s'investissent en politique, puis leur remontée violente après un corner (finance).

### La stagnation d'une agriculture française très morcelée
L'accélération de la croissance des rendements en blé en Europe qui se produit à partir de 1880/1890 est moins nette en France, Le produit de l'activité agricole y recule légèrement, de 7 709 millions de francs en 1882 à 7 449 millions en 1898, soit respectivement 30 % et 27 % du total de l'activité française. La crise agricole de 1880-1900 a deux causes principales et directes, auxquelles s'ajoute une troisième cause, dérivée des deux précédentes.
La première cause est le retard technique de l'agriculture française. Alors que la technique agricole fait dans le monde de rapides progrès, notamment pour l'emploi des engrais chimiques, la France ne suit qu'avec retard. Les agriculteurs en sont restés aux enseignements transmis par les générations antérieures. En 1892, il existe encore en France 3 millions et demie d'exploitations s'étendant sur moins d'un hectare. Les établissements qualifiés officiellement de « petits » et couvrant des surfaces de 0 à 10 hectares, forment 85 % du total et 26 % de la superficie cultivée. La moitié des établissements agricoles n'occupe aucun salarié.
La polyculture est très répandue, car le paysan français tient à produire lui-même son blé, même s'il faut consacrer à cette culture des terres qui ne conviennent pas. Du coup, la France est à la fois l'un des plus grands producteurs de blé du monde et celui dont le rendement moyen à l'hectare est le plus bas. Les rendements en blé, par quintaux à l'hectare en Europe entre 1880 et 1900 :
| Pays | France | Allemagne | Angleterre |
| 1880 | 11     | 12,9      | 16,4       |
| 1890 | 12,7   | 14,4      | 20,6       |
| 1900 | 12,9   | 18,7      | 19,2       |

### Appel aux immigrés, concurrence portuaire et monopole des silos des Prairies
Les premiers silos-élévateurs à grains, apparus dans les années 1870 se multiplient dans l'Ouest canadien deux décennies après: près de 6000 sont construits dans les soixante années qui suivent, à une distance variant de 11 à 18 kilomètres l'un de l'autre, en général un entrepôt vertical fait de madriers couchés horizontalement pour supporter l'énorme pression d'une capacité de stockage de 25 000 à 35 000 boisseaux de blé. De nos jours, environ un millier de ces silos en bois sont encore en place.
Les trois quarts appartiennent à cinq firmes négociantes, toutes basées sur le Winnipeg Grain Exchange, fondé en 1887. Le port d'Halifax s'adapte à ce nouveau marché, avec son grand terminal pour navires en cale sèche, bâti en 1887-89, connecté au chemin de fer Intercolonial, achevé en 1876. Saint-Jean (Nouveau-Brunswick) devient à son tour un grand port céréalier en 1896, brisant le monopole d'Halifax et Québec-Montréal. Le Port d'Halifax réplique dès 1899 en agrandissant son terminal céréalier, qui peut accueillir douze larges navires céréaliers en même temps. En 1900, Halifax construit aussi un silo-élevateur d'un demi-million de boisseaux.
Les cinq grands négociants forment en 1897 la "Northwest Grain Dealers Association", qui obtient la « loi sur le transport du grain de l'Ouest », plafonnant les tarifs de transport des céréales, qui ne sera abrogée qu'en 1983. Au début du XXe siècle, l'association contrôle plus de deux tiers des silos-élévateurs à grains des Prairies canadiennes. Elle est accusée de connivence avec le Canadien Pacifique (CFCP) et de monopole pour forcer les agriculteurs à accepter des prix bas et de revendre plus cher sur le Winnipeg Grain Exchange ou de donner un traitement préférentiel aux entreprises au détriment des paysans via la pénurie de wagons de chemins de fer. Des quantités significatives de récolte des grains sont alors chargés sur des charrettes et vendus par les agriculteurs dans la rue, plutôt que sur la bourse aux grains de Winnipeg, comme le décrit leur leader William Richard Motherwell.
Entre-temps, le Canada se retrouve partiellement à court de blé : Bruce, Huron, Kent, Grey, Lambdon, Middlesex et d'autres cantons céréaliers de l'Ontario s'éteignent à la fin du XIXe siècle, les céréaliers partant dans l'industrie. L'immigration massive est lancée par Clifford Sifton, ministre de l'intérieur de sir Wilfrid Laurier en 1896 par des offices coloniaux en Europe. Alors que la plupart des immigrants venaient du Royaume-Uni et des États-Unis, le Canada reçoit un afflux important d'Ukraine ou de l'Empire autrichien et accueille les doukhobors du sud-est de la Russie.
Parmi les freins à l'essor, la pénurie de machines agricoles et de pièces détachées. En 1895 une baisse des prix les ramène au niveau des États-Unis, mais en 1907, le prix des machines agricoles dépasse toujours de 15 % celui pratiqué aux États-Unis, après une série de fusions industrielles. L'immigration n'accélère qu'en 1903 et en 1905, quand des sociétés spécialisées achètent des terres revendues à des fermiers américains en difficulté financière mais déjà aguerris.

### Le populisme rural américain devient un lobby politique
En 1886, la Cour suprême des Etats-Unis décréta que les États n'étaient pas habilités à voter des lois en faveur de la réglementation des tarifs imposés aux fermiers pour le transport de leur production de céréales par le train et cassa 230 lois de ce type forçant le congrès à voter l'année suivante la loi sur le commerce inter-états et sa Commission du commerce inter-États (CCI) chargée de décider de la nécessité d'ouvrir de nouvelles lignes de chemin de fer, et de fixer les tarifs pour empêcher la discrimination, suivie par le Sherman Antitrust Act (1890) et le grand boycott contre la compagnie Pullman en 1894. Le Parti populiste (États-Unis, 1891-1908) est fondé en juin 1892 à Saint-Louis par le rassemblement de deux alliances de fermiers, des Silver Republicans de l'ouest, partisans du Bimétallisme or-argent, et des syndicats. Il obtient un million de voix à l'élection présidentielle américaine de 1892, créant la panique à Wall Street, puis se rallie pour la suivante, marquée pour la première fois par une campagne onéreuse et une participation élevée, au démocrate William Jennings Bryan qui obtient 47 %.

### Famine en Russie, malgré la croissance des exportations de céréales
La famine russe de 1891-1892, causée par un hiver et un été secs fait deux millions de morts le long de la Volga, de l'Oural à la mer Noire alors que l'Empire russe veut développer les exportations de céréales. Les régions ukrainiennes sont les plus sinistrées, alors qu'en 1906-1907 les récoltes les plus basses seront enregistrées dans la Volga. Le paysan russe moyen cultive sa terre pour son entourage proche et se retrouve pénalisé par l'élévation des impôts indirects pour rembourser la dette créée par le développement du chemin de fer, les négociants ayant de grands projets d'exportations de blé en France, où le marché de la farine est protégé, mais dont la Russie vient de se rapprocher.
Près de 10 millions de tonnes de céréales sont parties à l'étranger entre 1887 et 1891 pour obtenir en échange les moyens de soutenir une industrialisation russe en cours. Mais la majorité de la population est contrainte de manger de la farine crue ou du pain de la famine, un mélange de mousse, de chénopode et d'écorce. Une épidémie de choléra ne se fait pas attendre. L'opinion publique considère le ministre des Finances Ivan Alexeïevitch Vichnegradski, comme le principal coupable : il s'est déclaré contre l'interdiction de l'exportation de céréales en 1891, malgré la famine. Elle est finalement décidée le 3 novembre 1891, mais dès septembre 3 millions de pouds avaient déjà été exportés par Odessa et 60 % de la récolte de seigle déjà exportée.
L'année suivante, Vichnegradski démissionne. Le gouvernement interdit à la presse d'employer le mot famine, mauvaise récolte le remplaçant. Encouragée par le gouvernement, « une aide humanitaire » s'organise le 19 novembre 1891. Parmi les volontaires, l'écrivain Léon Tolstoï. Le futur tsar Nicolas II de Russie dirige un comité de soutien et ses parents, le tsar et la tsarine lèvent respectivement cinq à douze millions de roubles. En février 1892, le gouvernement achète 30 000 chevaux kirghiz pour labourer.
L'afflux de devises assure la force du « rouble-or », et la Russie accélère sa politique d'emprunts ferroviaires en 1893, réservant ses exportations de céréales à la France, afin de fermer ses frontières aux autres pays, pour protéger son industrie naissante. Dès 1892 la Russie récolte dans son sud-ouest 49 millions de pouds de blé tendre, mais aussi 66 millions de pouds de seigle, 53 millions de pouds d'avoine et 16 millions de pouds d'orge. Entre 1897 et 1914, la production de vodka quadruple, pour s'élever à 138 millions de seaux, grâce à la loi de 1890 favorisant la distillerie pour les alcools de grains .La production repart en Podolie.
Surfaces cultivées en céréales, en millier de dessiatines, mesure agraire russe, correspondant à 1,09 hectare :
| Année                                   | 1861-1870 | 1871-1880 | 1881-1890 | 1891-1900 | Variation en 40 ans |
| Province de Kiev                        | 565       | 666       | 606       | 613       | plus 8 %            |
| Podolie                                 | 725       | 720       | 508       | 663       | plus 9 %            |
| Volhynie                                | 399       | 565       | 527       | 634       | plus 55 %           |
| Total des régions céréalières d'Ukraine | 1780      | 1952      | 1641      | 1910      | plus 13 %           |

### Dans l'Ouest américain, le succès des semences vendues par la poste
Le Maïs denté amené par des immigrants venu de l'est dans les années 1840 dans l'Illinois, commence à avoir un grand succès dans toute l'Amérique dans les années 1890. Dès 1877, James L. Reid obtient un exceptionnel rendement, pour l'époque, de 120 boisseaux par acre, puis en 1880 part dans Kansas, dans le comté d'Osage pour le cultiver et le faire connaitre avant de revenir dans l'Illinois. En 1891, lors de la foire agricole de Peoria, il a reçu le prix le plus élevé. Orange Judd, éditeur du journal Orange Judd Farmer, et ancien éditeur du journal American Agriculturist, y était juré. Deux ans plus tard, lors de la célèbre Exposition universelle de 1893, le maïs de James L. Reid gagne le plus haut prix, une médaille et un diplôme. La variété se répand alors dans les États-Unis, au point de faire de l'ombre aux autres, qui sont un peu négligées ou oubliées, au détriment de la diversité génétique.
James L. Reid une société de vente par correspondance au détail au service du commerce de maïs, qui étend son succès aux États voisins, puis dans tous les États-Unis et en Amérique du Sud. En 1902, il fonde une grande maison de semences. Dans la foulée, des souches riches en protéines et en huile sont développées en coopération avec la station d'expérimentation d'État de l’Université de l'Illinois, permettant d'arriver à des maïs comportant jusqu'à 16,85 % de protéines. En 1908, dans une grande foire agricole à Omaha, au Nebraska, James L. Reid sera présenté comme « l'homme qui a mis plus de millions dans les poches des agriculteurs de la ceinture de maïs, que tout autre homme vivant ». Le succès de son maïs contribue à un engouement pour l'agronomie au cours des deux premières décennies du XXe siècle aux États-Unis. Des salons et expositions sont organisés partout et des trains du maïs parcourent les grandes plaines pour diffuser les connaissances et éduquer les agriculteurs en céréales.

### Baisse des prix puis le corner de 1897
Les prix ont subi une forte tendance à la baisse dans les années 1890 qui a causé une grande détresse dans les États des Grandes Plaines mais aiguisé les appétits spéculatifs. L'automne 1897 voit un début de « corner » réussi sur le blé par le spéculateur Joseph Leiter,, qui trouve en face de lui le vendeur à terme Philip D. Armour, menacé par la hausse des cours, alors que la saison des livraisons de blé des Grands lacs est terminée. C'est le Corner de Joseph Leiter sur le blé en 1897 à Chicago. Philip D. Armour a eu vent de l'opération. Ce dernier crée la surprise : il embauche une flotte de remorqueurs brise-glaces pour amener dix millions de boisseaux de blé des grands lacs, malgré la glace, jusqu'à Chicago et briser la pénurie de court terme sur le rapproché. D'autres approvisionnements arrivent de différentes parties des États-Unis. Les cours retombent, Joseph Leiter et les membres de sa famille perdent plusieurs millions de dollars et il est radié du marché à terme. Au début du siècle suivant aura lieu le Corner de Patten sur le blé à Chicago en 1909.